# Crivitz (Wisconsin)
Crivitz és una població dels Estats Units a l'estat de Wisconsin. Segons el cens del 2000 tenia 998 habitants.

## Demografia
Segons el cens del 2000, Crivitz tenia 998 habitants, 406 habitatges, i 239 famílies. La densitat de població era de 253,5 habitants per km².
Dels 406 habitatges en un 29,3% hi vivien nens de menys de 18 anys, en un 44,3% hi vivien parelles casades, en un 11,1% dones solteres, i en un 41,1% no eren unitats familiars. En el 36% dels habitatges hi vivien persones soles el 21,4% de les quals corresponia a persones de 65 anys o més que vivien soles. El nombre mitjà de persones vivint en cada habitatge era de 2,23 i el nombre mitjà de persones que vivien en cada família era de 2,9.
Per edats la població es repartia de la següent manera: un 23,1% tenia menys de 18 anys, un 6,5% entre 18 i 24, un 25,1% entre 25 i 44, un 20,1% de 45 a 60 i un 25,2% 65 anys o més.
L'edat mediana era de 41 anys. Per cada 100 dones de 18 o més anys hi havia 76,3 homes.
La renda mediana per habitatge era de 26.250 $ i la renda mediana per família de 29.464 $. Els homes tenien una renda mediana de 28.646 $ mentre que les dones 20.046 $. La renda per capita de la població era de 13.405 $. Aproximadament el 12,2% de les famílies i el 16,8% de la població estaven per davall del llindar de pobresa.

## Poblacions més properes
El següent diagrama mostra les poblacions més properes.